# Hypochilus jemez
Hypochilus jemez är en spindelart som beskrevs av Catley 1994. Hypochilus jemez ingår i släktet Hypochilus och familjen Hypochilidae. Inga underarter finns listade i Catalogue of Life.